# 深谷昌志
深谷 昌志（ふかや まさし、1933年9月16日 - ）は、日本の教育学者、東京成徳大学名誉教授。

## 来歴・人物
東京市（現文京区）出身。1957年東京教育大学卒、1963年同大学院博士課程満期退学。1966年「良妻賢母主義教育の形成過程」で教育学博士の学位を取得。1967年奈良教育大学助教授、1976年教授、1983年放送大学教授。1989年静岡大学教育学部教授、1997年定年退官、尚美学園短期大学教授、1999年東京成徳大学子ども学部教授、学部長。2004年同名誉教授。
妻は深谷和子(2024年死去)・東京学芸大学名誉教授。

## 著書
- 『良妻賢母主義の教育』黎明書房 1966
- 『学歴主義の系譜』黎明書房 1969
- 『ぼくはお父さんに叱られたい 子が望む父親の条件』日本書籍 1979
- 『女性教師論』有斐閣新書 1980
- 『現代子どもノート』協同出版 教職課程新書 1981
- 『孤立化する子どもたち』日本放送出版協会 NHKブックス 1983
- 『子ども考現学 子どもたちの明日は?』福武書店 1985
- 『お金のしつけ・心のしつけ 子どもの小遣いを考える』フレーベル館 1987
- 『放課後の子どもたち』第三文明社 灯台ブックス 1997
- 『テレビのしつけ』フレーベル館 1988
- 『学校教育 改訂版』放送大学教育振興会 1989
- 『親がすべきこと教師がすべきこと 意欲を失った子どもに必要なこと』PHP研究所 1991
- 『おやじと息子の気おわぬ関係 年頃の子どもとどうつきあうか』総合ライフ出版 ゆうゆうじんせい 1992
- 『無気力化する子どもたち』日本放送出版協会 NHKブックス 1992
- 『「子ども」をどれだけ知っているか』明治図書出版 オピニオン叢書 1993
- 『親孝行の終焉』黎明書房 1995
- 『子どもの生活史 明治から平成』黎明書房 1996
- 『「子どもらしさ」と「学校」の終焉 生きるための教育をもとめて』黎明書房 2000
- 『学校とは何か 「居場所としての学校」の考察』北大路書房 日本子ども社会学会セレクション 2003
- 『子どもから大人になれない日本人 社会秩序の破壊と大人の消失』リヨン社 2005
- 『昭和の子ども生活史』黎明書房 2007
- 『父親 100の生き方』中公新書 2008
- 『日本の母親・再考』ハーベスト社 2011

### 共編著
- 『女教師問題の研究 職業志向と家庭志向』深谷和子共著 黎明書房 1971
- 『親と教師のための一年生の勉強法』編著 河野心理教育研究所出版部 1973
- 『現代子ども論』深谷和子共著 有斐閣双書 1975
- 『遊びと勉強 子どもはどう変ったか』深谷和子共著 中公新書 1976
- 『現代っ子と学校』編著 第一法規出版 教師のためのベストライブラリー 1978
- 『現代っ子の生活』編著 第一法規出版 教師のためのベストライブラリー 1978
- 『子どもの価値観』編 大日本図書 現代心理学ブックス 1979
- 『学校教育』編著 旺文社 テレビ大学講座 1983
- 『中学校生徒指導』加藤隆勝共編 教育出版 1983
- 『教育学研修講座 3 子どもと青年の形成』上杉孝実共編著 第一法規出版 1984
- 『青少年文化』門脇厚司共著 放送大学 テレビ大学講座 1984
- 『児童観 子ども理解を深めるために』編著 放送大学教育振興会 1986
- 『日本の教育』編著 放送大学教育振興会 1986
- 『子どもが見えない 今の子どもをどうとらえるか』共著 金子書房 1987
- 『青少年の指導』編著 放送大学教育振興会 1987
- 『心理と教育 社会化』中川大倫共編著 放送大学教育振興会 1988
- 『ファミコン・シンドローム』深谷和子共編 同朋舎出版 メンタルヘルス・シリーズ 1989
- 『放送大学で何が起こったか あらためて「大学」を問う』宇佐美寛共編著 黎明書房 1989
- 『子ども世界の遊びと流行』深谷和子共編著 大日本図書 現代心理学ブックス 1990
- 『シンポジウム・子ども』編 至文堂 1990
- 『2001年の子どもが危ないシリーズ 4 人間関係編』深谷和子共著 フレーベル館 1993
- 『個性尊重時代の「価値の教育」 多様化する価値観への対応 指導と経営における心の問題を探る』編 教育開発研究所 教職研修増刊号 心の時代の教育 1996
- 『好かれる教師はどこが違うか』編著 明治図書出版 オピニオン叢書 緊急版　1997
- 『徹底解剖「学級の荒れ」』編著 学文社 2000
- 『「日韓教育比較調査」報告書 中学生・高校生の比較調査から』編集代表 日韓文化交流基金 2000
- 『子どもの規範意識を育てる 子どもの規範感覚の検証と子どもの規範形成の探究』編 教育開発研究所 教職研修総合特集 読本シリーズ 2002
- 『幼児教育リーディングズ』中田カヨ子共編著 北大路書房 2003
- 『いま、子どもの放課後はどうなっているのか』深谷和子,高旗正人共編 北大路書房 2006
- 『育児不安の国際比較』編 学文社 2008
- 『ユビキタス社会の中での子どもの成長 ケータイ時代を生きる子どもたち』深谷和子,高旗正人共編著 ハーベスト社 2010
- 『社会的養護における里親問題への実証的研究 養育里親全国アンケート調査をもとに』深谷和子,青葉紘宇共編著 福村出版 2013

## 論文
- Cinii